# Brighton Plantation
Brighton Plantation ist eine Plantation im Somerset County des Bundesstaates Maine in den Vereinigten Staaten. Im Jahr 2020 lebten dort 62 Einwohner in 80 Haushalten, auf einer Fläche von 104 km².

## Geographie
Nach dem United States Census Bureau hat Brighton Plantation eine Gesamtfläche von 104 km², von der 102 km² Land sind und 2 km² aus Gewässern bestehen.

### Geographische Lage
Brighton Plantation liegt im Osten des Somerset Countys und grenzt an das Piscataquis County. Der Kingsbury Pond grenzt im Norden an das Gebiet, zentral befinden sich der Smith Pond und der Wyman Pond. Die Oberfläche ist leicht hügelig, der 487 m hohe Kelly Mountain ist die höchste Erhebung.

### Nachbargemeinden
Alle Entfernungen sind als Luftlinien zwischen den offiziellen Koordinaten der Orte aus der Volkszählung 2010 angegeben.
- Norden: Northeast Somerset, Unorganized Territory, 47,2 km
- Nordosten: Kingsbury, Piscataquis County, 12,9 km
- Osten: Wellington, Piscataquis County, 9,5 km
- Südosten: Harmony, 16,0 km
- Süden: Athens, 11,6 km
- Südwesten: Solon, 16,2 km
- Westen: Bingham, 9,8 km
- Nordwesten: Moscow, 15,5 km

### Stadtgliederung
In Brighton Plantation gibt es mit Brighton und Moody Corner zwei Siedlungsgebiete.

### Klima
Die mittlere Durchschnittstemperatur in Brighton Plantation liegt zwischen −9,4 °C (15 °F) im Januar und 20,0 °C (68 °F) im Juli. Damit ist der Ort gegenüber dem langjährigen Mittel der USA um etwa 9 Grad kühler. Die Schneefälle zwischen Oktober und Mai liegen mit bis zu zweieinhalb Metern mehr als doppelt so hoch wie die mittlere Schneehöhe in den USA; die tägliche Sonnenscheindauer liegt am unteren Rand des Wertespektrums der USA.

## Geschichte
Das Gebiet wurde als Township No. 2, First Range Bingham's Kennebec Purchase, East of Kennebec River (T2 R1 BKP EKR) bezeichnet. Am 11. Mai 1816 wurde das Gebiet als Town of North Hill organisiert. Am 27. Januar 1827 wurde der Name in Brighton geändert. Die Organisation als Town wurde 1895 aufgehoben und seit der Zeit ist das Gebiet als Plantation organisiert. An das benachbarte Athens wurde 1838 und 1862 Land abgegeben.

### Einwohnerentwicklung
| Volkszählungsergebnisse – Brighton Plantation, Maine | Volkszählungsergebnisse – Brighton Plantation, Maine | Volkszählungsergebnisse – Brighton Plantation, Maine | Volkszählungsergebnisse – Brighton Plantation, Maine | Volkszählungsergebnisse – Brighton Plantation, Maine | Volkszählungsergebnisse – Brighton Plantation, Maine | Volkszählungsergebnisse – Brighton Plantation, Maine | Volkszählungsergebnisse – Brighton Plantation, Maine | Volkszählungsergebnisse – Brighton Plantation, Maine | Volkszählungsergebnisse – Brighton Plantation, Maine | Volkszählungsergebnisse – Brighton Plantation, Maine |
| Jahr                                                 | 1800                                                 | 1810                                                 | 1820                                                 | 1830                                                 | 1840                                                 | 1850                                                 | 1860                                                 | 1870                                                 | 1880                                                 | 1890                                                 |
| ---------------------------------------------------- | ---------------------------------------------------- | ---------------------------------------------------- | ---------------------------------------------------- | ---------------------------------------------------- | ---------------------------------------------------- | ---------------------------------------------------- | ---------------------------------------------------- | ---------------------------------------------------- | ---------------------------------------------------- | ---------------------------------------------------- |
| Einwohner                                            |                                                      |                                                      |                                                      | 722                                                  | 803                                                  | 748                                                  | 733                                                  | 627                                                  | 585                                                  | 434                                                  |
| Jahr                                                 | 1900                                                 | 1910                                                 | 1920                                                 | 1930                                                 | 1940                                                 | 1950                                                 | 1960                                                 | 1970                                                 | 1980                                                 | 1990                                                 |
| Einwohner                                            | 368                                                  | 274                                                  | 293                                                  | 114                                                  | 183                                                  | 106                                                  | 62                                                   | 58                                                   | 74                                                   | 94                                                   |
| Jahr                                                 | 2000                                                 | 2010                                                 | 2020                                                 | 2030                                                 | 2040                                                 | 2050                                                 | 2060                                                 | 2070                                                 | 2080                                                 | 2090                                                 |
| Einwohner                                            | 86                                                   | 70                                                   | 62                                                   |                                                      |                                                      |                                                      |                                                      |                                                      |                                                      |                                                      |

## Wirtschaft und Infrastruktur

### Verkehr
Durch Brighton Plantation verläuft in nordsüdlicher Richtung die Maine State Route 151. Von ihr zweigt in westlicher Richtung die Maine State Route 154 ab.

### Öffentliche Einrichtungen
Es gibt keine medizinischen Einrichtungen in Brighton Plantation. Nächstgelegene befinden sich in Skowhegan, Madison und Hartland.
Brighton Plantation besitzt keine eigene Bücherei. Die nächstgelegenen befinden sich in Solon, Bingham und Hartland.

### Bildung
Brighton Plantation gehört mit Athens, Dexter, Exeter, Garland, Ripley und Harmony zur Alternative Organizational Structure No. 94.
Im Schulbezirk werden mehrere Schulen angeboten:
- Ridge View Community School in Dexter, Pre-Kindergarten bis 8. Schuljahr
- Harmony Elementary School in Harmony, mit Schulklassen von Kindergarten bis 8. Schuljahr
- Athens Community School in North Athens, mit Schulklassen von Kindergarten bis 8. Schuljahr
- Dexter Regional High School in Dexter, mit den Schuljahren 9 bis 12
- Tri-County Technical Center in Dexter, Zusatzangebot für High-School-Schüler